# 北魏灭北燕之战
北魏灭北燕之战，北魏击灭北燕的作战。
北燕将领库傉官斌投降了北魏，不久又叛北魏重新归附北燕。416年，魏明元帝派骁骑将军延普，渡过濡水攻杀库傉官斌。北魏乘胜攻杀北燕幽州刺史库傉官昌、征北将军库傉官提。418年五月，魏明元帝向东巡视，先后抵达濡源（今内蒙古太仆寺旗一带）和甘松（今内蒙古赤峰市一带）。派征东将军长孙道生、安东将军李先、给事黄门侍郎奚观等人率骑兵二万袭击北燕；派骁骑将军延普、幽州刺史尉诺，率兵从幽州直指辽西，声援长孙道生。魏明元帝亲驻突门岭督战。长孙道生等攻克乙连城，围攻和龙，大破北燕单于右辅古泥大军，斩燕将皇甫轨。北燕天王冯跋固守，北魏围攻不克，掠燕民万余家班师。
432年五月，魏太武帝于平城（今山西省大同市东北）南郊整训兵马，准备进攻北燕。六月，太武帝发兵伐燕，同时左仆射安原、建宁王拓跋崇等屯兵漠南，以防柔然袭其后，七月魏太武帝至濡水（今河北东北部滦河），安东将军奚斤征发幽州民众及密云丁零族万余人，运攻具，出南道，会师于燕都和龙（今辽宁省朝阳市）。魏太武帝经辽西抵达和龙，北燕石城太守李崇等十郡降于北魏。魏太武帝以其民3万人挖沟堑以围困和龙。八月，北燕天王冯弘派数万人出城挑战，为魏昌黎公拓跋丘、河间公拓跋齐所击破，死万余人。北燕尚书高绍率万余保羌胡，魏太武帝攻打，斩杀高绍，魏平东将军贺多罗攻打带方（今辽宁义县北），抚军大将军永昌王拓跋健攻打建德（今辽宁建昌西北），骠骑大将军乐平王拓跋丕攻冀阳（今辽宁凌源市境），皆攻克。九月，魏太武帝引兵西还，徙营丘、成周、辽东、乐浪、带方、玄菟六郡民众三万家于幽州。
433年六月，北魏永昌王拓跋健、左仆射安原等率军进攻和龙，将军楼勃另率五千骑兵围攻凡城（今河北省平泉县南）。北燕凡城守将封羽，举城投降，魏军掠民三千多家回师。434年正月初四，北燕天王冯弘派使臣出使北魏，请求和解。但是不愿意把太子冯王仁派到北魏作为人质。 六月二十日，魏太武帝派抚军大将军、永昌王拓跋健等人率军讨伐北燕，收获了当地的庄稼，掠夺北燕民众回国。435年，北燕遣臣来到建康向刘宋进贡为藩属。正月十五，宋文帝下诏，封冯弘为燕王。三月初六，冯弘派大将汤烛前往北魏进贡。借口太子冯王仁有病，所以没派他去北魏为质。四月，冯弘派右卫将军孙德到刘宋求援。六月二十二日，魏太武帝命骠骑大将军、乐平王拓跋丕，镇东大将军屈垣等率骑兵四万人攻打北燕。七月二十四日，拓跋丕等人抵达和龙城下。冯弘用牛肉和美酒犒赏魏军，献出铠甲三千副。屈垣斥责冯弘不送质子，掳掠了男女六千口回国。
北魏多次进攻北燕，燕国日危，上下惊恐。435年十一月，北燕天王冯弘派遣尚书阳伊请迎于高句丽国，436年二月，冯弘遣使入贡于魏，并请送侍子。魏太武帝疑其有诈，不许，同时派使者往东方高句丽等国告知冯弘之罪，使不得与通，有逃亡之人，则不得接受。三月，魏平东将军娥清、安西将军古弼率精锐骑兵1万攻燕，平州刺史拓跋婴率辽西诸军前往会合，四月，娥清、古弼攻克北燕重镇白狼城（今辽宁省喀喇沁左翼蒙古族自治县西南）。此时，高句丽王派其将军葛卢、孟光率众数万跟随阳伊至和龙迎冯弘，助燕抗魏，高句丽军屯于和龙城东的临川。北燕尚书令郭生见燕民不愿迁徙，乘机叛燕附魏，开和龙城门想要纳魏军。魏军恐有诈，不敢入城。郭生领兵攻冯弘，冯弘引高句丽兵自东门进城，两军交战，郭生中流矢而死。五月，冯弘下令焚烧宮殿，率领龙城兵民逃往高句丽。北燕历28年而亡。